# SecuROM
SecuROM – system stosowany do zabezpieczania płyt CD oraz DVD przed kopiowaniem. Został stworzony przez firmę Sony. Zabezpieczenie to jest trudne (lecz możliwe) do złamania. Crackerzy wykorzystują różne techniki do łamania takich zabezpieczeń.

## Historia SecuROM
Pierwsze zabezpieczenia SecuROM (w wersji od 1.x do 3.x) działały w ten sposób, że w katalogu głównym płyty musiały znajdować się pliki: CMS16.DLL, CMS32.DLL, CMS_NT.DLL. Na płycie CD były plikami ukrytymi, przez co niewidocznymi dla użytkownika. Jeden z tych plików (w zależności od systemu operacyjnego) musiał znajdować się w katalogu głównym aplikacji na dysku twardym. Po weryfikacji pliku aplikacja była uruchamiana.
Wersja 4.6 była już dużo trudniejsza do złamania. Zabezpieczenie modyfikowało kanał q płyty CD. Kanał ten był celowo uszkadzany, co zabezpieczało przed możliwością kopiowania. Programy do nagrywania wykrywały to jako uszkodzone sektory dysku których nie można odczytać.
Wersja 4.7 (oraz wyższe) były bardzo trudnymi do złamania zabezpieczeniami. Były one bardziej zintegrowane z plikami wykonywalnymi aplikacji. Zabezpieczenie to było umieszczane na płycie w kilkudziesięciu różnych miejscach co utrudniało jego wykrycie.
Kolejną wersją jest 7.x. Zabezpieczenie to jest instalowane w systemie jako oddzielna usługa systemowa o nazwie UAService7.exe i wprowadza aktywację przez internet.
Najnowszą wersją jest 8.x.